# 丘金

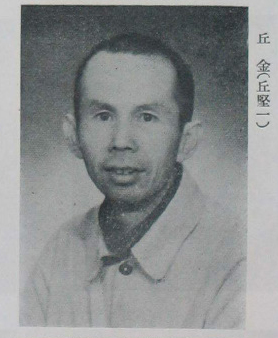
丘金近照

丘金（1905年—1998年7月3日），香港九龙人，中华人民共和国政治人物。

## 生平
18岁开始了海员生涯，1930年加入中国共产党，历任上海赤色海总外委负责人、赤色海总党团成员、香港海委负责人，1938年到延安中央党校学习，后任中央敌区委员会干部科科长、中央党校二部组教科副科长。1945年作为候补代表参加了中国共产党第七次代表大会。会后先后任晋冀鲁豫边区党校教务处主任、华北城工委委员、天津市总工会筹委会副主任、中共天津市委委员。
1950年起，任中国海员工会副主席，1954年当选第一届全国人民代表大会代表。中共上海市虹口区委第二书记，上海市闸北区委第一书记，中共中央监察委员会候补委员、驻华东局监察组监察员。1976年后任交通部上海海运局顾问，中国海员工会主席、分党组书记。1982年离职休养。